# 中國核能科技
中國核能科技集團有限公司，簡稱中國核能科技（英語：China Nuclear Energy Technology Corporation Limited，港交所：0611），于2012年1月9日由德興集團有限公司被中國核工業二三建設有限公司收購後更名而來，初期命名「中國核工業二三國際有限公司」2015年7月改現名。
其股權狀況為国务院国有资产监督管理委员会下之骨幹企業「中國核建集團」(二三建設的母集團)設立了全資子公司「中核投資」，中核投資又有全資子公司「中核投資(香港)」，中核投資(香港)又占大股控股中國核能科技集團，所以中國核能科技集團可受国务院監督。
現時除了主要經營旗下各類金屬業的江蘇中核利柏特股份有限公司（佔25%股權）外，還經營德興集團旗下酒樓及酒店業務，本業方面發展了綠能技術部，有太陽能電廠和垃圾沼氣發電廠建設執照。